# 私の好きなエルヴィス 〜小泉純一郎選曲 エルヴィス・チャリティ・アルバム
『私の好きなエルヴィス 〜小泉純一郎選曲 エルヴィス・チャリティ・アルバム』（わたしのすきなエルヴィス こいずみじゅんいちろうせんきょく エルヴィス チャリティ アルバム）は、2001年8月22日にエルヴィス・プレスリー名義でリリースしたチャリティーアルバム。

## 概要
アルバムのタイトル通り、当時日本の内閣総理大臣であった小泉純一郎がエルヴィス・プレスリーの楽曲の中から選曲したものを収録したアルバムである。制作側の意図やヒット曲を意識せず選曲したという。
CDの売り上げの一部は中央共同募金会に寄付された。

## 収録曲
1. アイ・ウォント・ユー、アイ・ニード・ユー、アイ・ラヴ・ユー (02:43)
2. 思い出の指輪 (02:16)
3. ただひとりの男 (02:36)
4. どっちみち俺のもの (02:16)
5. 愛していると言ったっけ (02:33)
6. 心のうずく時 (03:23)
7. ドント (02:50)
8. フール・サッチ・アズ・デイ (02:38)
9. イッツ・ナウ・オア・ネヴァー (03:17)
10. 今夜はひとりかい？ (03:08)
11. ノー・モア (02:23)
12. 好きにならずにいられない (03:01)
13. ワンダー・オブ・ユー (02:37)
14. 明日に架ける橋 (04:36)
15. この胸のときめきを (02:31)
16. この愛は面影の中に (03:44)
17. 至上の愛 (03:36)
18. アメリカの祈り (04:26)
19. 果てぬ夢 (02:30)
20. 別離の歌 (02:36)
21. ユー・ゲイヴ・ミー・ア・マウンテン (03:16)
22. マイ・ボーイ (03:19)
23. 夕べの祈り (01:55)
24. 明日への願い (03:13)
25. ハワイアン・ウェディング・ソング (02:47)